# روبرت سينجر
روبرت سينجر (بالإنجليزية: Robert Singer)‏ هو سياسي أمريكي، ولد في 29 أكتوبر 1947 بنيويورك في الولايات المتحدة. حزبياً، نشط في الحزب الجمهوري. وقد انتخب عضو مجلس ولاية نيوجيرسي وانتخب عضو جمعية نيوجيرسي العامة.